# Poniedziałek zaczyna się w sobotę
Poniedziałek zaczyna się w sobotę (ros. Понедельник начинается в субботу) – powieść fantastyczna autorstwa Arkadija i Borysa Strugackich, wydana w 1964 roku.
Akcja powieści rozgrywa się w Sołowcu, fikcyjnym miasteczku na północy Rosji, gdzie prowadzone są badania nad magią. Powieść stanowi satyrę na instytuty naukowe Związku Radzieckiego wraz z ich niedołężną administracją, licznymi awariami sprzętu oraz nieuczciwością naukowców. Z drugiej strony, powieść ukazuje również idealistyczny obraz etosu pracy naukowej, co odzwierciedla tytuł, sugerujący, że dla naukowca nie istnieje pojęcie wolnego weekendu.
Powieściowy INBADCZAM (Instytut Naukowo-Badawczy Czarów i Magii) to miejsce, gdzie niemal wszyscy są pasjonatami wykonywanej przez siebie pracy, nieuczciwość intencji zdradzają włosy wyrastające z uszu. Na ludzi z włochatymi uszami patrzy się z pogardą, lecz wielu z nich i tak pozostaje w Instytucie, gdyż zapewnia im to wygodny byt. Książka jest zabawną i celną satyrą na środowisko naukowe, jej zaplecze administracyjne i konformizm czasów radzieckich.
Magia przedstawiona jest jako dyscyplina nauki, z własnym żargonem, czerpiącym zarówno z języka nauki, jak i baśni. W jednej ze scen wstępem do wykonywania czarów jest wyliczenie w pamięci parametrów równań Naviera-Stokesa (klasyczne równania mechaniki płynów), istnieje też np. całkowo-różniczkowe równanie Najwyższej Doskonałości, oraz uogólnione prawo Łomonosowa-Lavoisiera.
Powieść Bajka o Trójce (Сказка о Тройке), wydany w 1968 roku powieściowy obraz radzieckiej biurokracji, stanowi kontynuację Poniedziałku....
W Polsce książka została po raz pierwszy wydana w 1970 roku przez wydawnictwo Iskry w tłumaczeniu Ireny Piotrowskiej.

## Fabuła
Narratorem jest młody programista z Leningradu, Aleksander Iwanowicz Priwałow. Jadąc na urlop, zabiera on po drodze w lesie dwóch autostopowiczów i podwozi ich do Sołowca. Dowiedziawszy się, że Priwałow jest programistą, nowi znajomi podstępem skłaniają go do pozostania w Sołowcu i podjęcia pracy w INBADCZAM-ie.
Książka stanowi galerię barwnych postaci. Modest Matwiejewicz Kamnojedow to będący kompletnym idiotą pracownik administracji Instytutu, który nie potrafi pojąć filozofii pracy naukowca, według której „poniedziałek zaczyna się w sobotę”. W noc sylwestrową każe on Priwałowowi wygasić wszystkie światła i pozamykać wszystkie drzwi w Instytucie, ale Priwałow wkrótce odkrywa, że wszystkim naukowcom i tak udaje się znaleźć w instytucie i kontynuować badania. Witka Korniejew (archetypiczny cham) twierdzi, że zostawia do pracy w laboratorium w swoim zastępstwie „dubleta” (sobowtóra), ale Priwałow domyśla się, że ten dublet to w rzeczywistości sam Witek, gdyż dublety nie śpiewają i nie okazują emocji.
Spora część akcji powieści koncentruje się wokół laboratorium profesora Ambrożego Ambruazowicza Wybiegałły, którego widowiskowe eksperymenty cieszą się wprawdzie uznaniem publiki, ale nie wnoszą zbyt wiele do badań naukowych. W Sylwestra w pracowni Wybiegałły wykluwa się „model człowieka niezaspokojonego”, uniwersalnego konsumenta, który pożąda wszystkiego i wszystko może. Omal nie doprowadza to do katastrofy, lecz zapobiega jej przemyślny Roman Ojra-Ojra i przyniesiona przezeń butelka z dżinnem, dzięki której kadawer zostaje zniszczony.
Ostatnia część powieści dotyczy tajemnicy Janusa Poliektowicza Niewstrujewa, dyrektora Instytutu Badań Czarów i Magii, który jest jednym człowiekiem w dwu kopiach zwanych A-Janusem i U-Janusem.